# Autostrada A46 (Niemcy)
Autostrada A46 (niem. Bundesautobahn 46 (BAB 46) także Autobahn 46 (A46)) – autostrada w Niemczech przebiegająca na osi wschód-zachód, od skrzyżowania z drogą B221 koło Heinsbergu z przerwami do skrzyżowania z drogą B7 koło Bestwig w Nadrenii Północnej-Westfalii.